# Богатырёв, Виктор Васильевич
Виктор Васильевич Богатырёв (6 января 1962, Воркута, РСФСР, СССР) — советский и российский хоккейный тренер, Заслуженный тренер России.

## Тренер
В 22 года вынужден был завершить игровую карьеру из-за серьезной травмы.
До 2002 года тренировал молодёжные и юниорские составы клубов России, юниорскую сборную России. Первый тренер Андрея Николишина.
С 2002 по 2004 годы возглавлял белорусский «Брест».
В сезоне 2004/2005 возглавлял «Белгород». В сезоне 2005/2006 был ассистентом Плющева в «Северстали». После обратно возглавил «Белгород». С клубом он выходил в плей-офф (сезоны 2006—2010), стал чемпионом российского первенства высшей лиги (сезон 2009/2010).
В сезоне 2011/2012 возглавил «Дизель». С клубом он вышел в плей-офф ВХЛ (сезон 2011/2012).
С 2012 по 2013 годы возглавлял казахстанский «Барыс-2».
В 2013 году возглавил молодёжную сборную Казахстана. Со сборной занял второе место в первом дивизионе.
Тренировал по сезону саратовский «Кристалл» и «Буран».
В сезоне 2015/2016 возглавил «Арлан». С клубом он занял второе место в Чемпионате Казахстана (сезон 2015/2016).
В сезоне 2017/2018 возглавлял усть-каменогорский «Алтай».
В 2019 году возглавил «Брянск».
С ноября 2021 по февраль 2022 года — главный тренер ХК «Днепр» (Херсон, Украина).